# Aéroport de Kasongo Lunda
L'aéroport de Kasongo Lunda (code IATA : KGN) est un aéroport de la ville de Kasongo-Lunda dans la province de Kwango en République démocratique du Congo.

## Situation
| Bandundu Basango Mboliasa Bunia Gbadolite Gemena Goma Ilebo Kalemie Kananga Kikwit Kindu Kinshasa-Ndjili Kinshasa-N'Dolo Kisangani Kolwezi Lodja Lubumbashi Matari Matadi Mbandaka Mbuji Mayi Nioki Tshikapa Tshumbe |